# Graham County (Arizona)
 For alternative betydninger, se Graham County. (Se også artikler, som begynder med Graham County)
Graham County er et county i den sydøstlige del af delstaten Arizona, USA. Administrativt centrum i Graham County er byen Safford.
Graham County blev dannet i 1881.
Dette er blandt Arizonas mest unikke områder, da det har mange floder, som løber året rundt og aldrig tørrer ud (i modsætning til de fleste af Arizonas floder). Desuden har området det rigeste dyre- og fugleliv i hele USA.